# Verbascum transcaucasicum
Verbascum transcaucasicum är en flenörtsväxtart som beskrevs av Wulff. Verbascum transcaucasicum ingår i släktet kungsljus, och familjen flenörtsväxter. Inga underarter finns listade i Catalogue of Life.